# Prijutowo
Prijutowo (ros. Приютово) – osiedle typu miejskiego w Rosji, w Baszkirii, 160 km na południowy zachód od Ufy.

## Demografia
- 2009 – 20 989[3]
- 2020 – 18 916[2]